# Acidiella pseudolineata
Acidiella pseudolineata är en tvåvingeart som först beskrevs av Erich Martin Hering 1938.  Acidiella pseudolineata ingår i släktet Acidiella och familjen borrflugor.
Artens utbredningsområde är Burma. Inga underarter finns listade i Catalogue of Life.